# Zona Reservada Sierra del Divisor
Die Zona Reservada Sierra del Divisor ist ein Schutzgebiet in Nordost-Peru in den Regionen Loreto und Ucayali. Das Reservat wurde am 5. April 2006 eingerichtet. Verwaltet wird es von der staatlichen Naturschutz-Agentur Servicio Nacional de Areas Naturales Protegidas por el Estado (SERNANP). Das Areal besitzt eine Größe von 622,35 km². Das Schutzgebiet dient der Erhaltung einer einzigartigen Mittelgebirgslandschaft im Amazonasbecken und deren Biodiversität, Geomorphologie und Kultur.

## Lage
Das Schutzgebiet befindet sich 20 km nordöstlich der Provinzhauptstadt Contamana. Es erstreckt sich zwischen einem bis zu 687 m hohen Hohenrücken östlich des Río Ucayali im Westen und dem Flusslauf der Quebrada Yamía im Osten. Es befindet sich in den Distrikten Contamana und Vargas Guerra der Provinz Ucayali sowie im Distrikt Maquía der Provinz Requena. Im Osten grenzt das Schutzgebiet an den Nationalpark Sierra del Divisor.

## Ökologie
Im Schutzgebiet kommen 16 Primaten-Arten vor, darunter der Rote Uakari (Cacajao calvus), der Braune Wollaffe (Lagothrix lagotricha), der Rote Brüllaffe (Alouatta seniculus), der Gehaubte Kapuziner (Cebus apella), der Braunrückentamarin (Saguinus fuscicollis), der Schwarzgesichtklammeraffe (Ateles chamek), der Weißstirn-Kapuzineraffe (Cebus albifrons) und das Zwergseidenäffchen (Cebuella pygmaea). Weitere Säugetierarten im Schutzgebiet sind der Flachlandtapir (Tapirus terrestris), das Weißbartpekari (Tayassu pecari), das Halsbandpekari (Pecari tajacu), der Große Ameisenbär (Myrmecophaga tridactyla), das Riesengürteltier (Priodontes maximus), der Jaguar (Panthera onca), der Waldhund (Speothos venaticus), der Südamerikanische Fischotter (Lontra longicaudis) und der Kurzohrfuchs (Atelocynus microtis). Zur Vogelwelt in der Zona Reservada zählen neben dem Divisorameisenwürger (Thamnophilus divisorius) verschiedene Hokkohühner (Cracidae), Vertreter der Eigentlichen Aras (Ara), der Amazonenpapageien (Amazona) und der Reiher (Ardeidae). Zu den Reptilien in dem Gebiet gehört die Terekay-Schienenschildkröte (Podocnemis unifilis), die Waldschildkröte (Chelonoidis denticulatus), der Krokodilkaiman (Caiman crocodilus) und Thecadactylus rapicauda aus der Familie der Blattfingergeckos. Zu den Amphibien in der Region zählen Vertreter der Familie der Baumsteigerfrösche (Dendrobatidae).